# Vierakejávrrie
Vierakejávrrie är en sjö i Arvidsjaurs kommun i Lappland och ingår i Byskeälvens huvudavrinningsområde. Sjön har en area på 0,174 kvadratkilometer och ligger 357 meter över havet.

## Delavrinningsområde
Vierakejávrrie ingår i det delavrinningsområde (727947-166469) som SMHI kallar för Utloppet av Nordsjön. Medelhöjden är 369 meter över havet och ytan är 18,82 kvadratkilometer. Räknas de 5 avrinningsområdena uppströms in blir den ackumulerade arean 113,61 kvadratkilometer. Kilisån som avvattnar avrinningsområdet har biflödesordning 3, vilket innebär att vattnet flödar genom totalt 3 vattendrag innan det når havet efter 141 kilometer. Avrinningsområdet består mestadels av skog (68 procent) och sankmarker (10 procent). Avrinningsområdet har 2,29 kvadratkilometer vattenytor vilket ger det en sjöprocent på 12,2 procent.